# 恩巴乌巴
恩巴乌巴是巴西圣保罗州的一个市镇。总面积83.699平方公里，总人口2391人，人口密度28.6人/平方公里。